# Meryl Davis
Meryl Davis (* 1. Januar 1987 in Royal Oak, Michigan) ist eine US-amerikanische Eiskunstläuferin, die im Eistanz startet. Bei den Olympischen Winterspielen 2014 wurde sie Olympiasiegerin im Eistanz.

## Karriere
Ihr Eistanzpartner ist seit 1997 Charlie White. Das Eistanzpaar wurde von Trainer Seth Chafetz zusammengebracht und trainiert heute bei Igor Schpilband und Marina Sujewa.
2006 gewannen Davis und White als amtierende US-Juniorenmeister die Bronzemedaille bei der Juniorenweltmeisterschaft in Ljubljana. Dies geschah beim Sieg ihrer späteren Hauptkonkurrenten Tessa Virtue und Scott Moir aus Kanada.
Im Jahr 2007 debütierten Davis und White bei Welt- und Vier-Kontinente-Meisterschaften. Sie erreichten den vierten, bzw. siebten Platz.
Ihre erste Medaille bei Vier-Kontinente-Meisterschaften errangen sie 2008 im südkoreanischen Goyang mit Silber hinter Virtue und Moir.
Bei der Vier-Kontinente-Meisterschaft 2009 in Vancouver, zu der Davis und White erstmals als amtierende US-Meister der Senioren antraten, bezwangen sie ihre kanadischen Konkurrenten und gewannen somit ihren ersten Titel bei einer großen internationalen Meisterschaft.
Saison 2009/10
Die olympische Saison 2009/10 fing für die US-Amerikaner vielversprechend an. Sie gewannen beide Grand-Prix-Wettbewerbe, bei denen sie antraten und erstmals auch das Grand-Prix-Finale. Sie wurden erneut US-Meister. Dabei konnten sie erstmals ihre stärksten nationalen Konkurrenten, die arrivierten Tanith Belbin und Benjamin Agosto bezwingen. Bei ihren ersten Olympischen Spielen gewannen Davis und White in Vancouver die Silbermedaille hinter Tessa Virtue und Scott Moir. Die gleiche Reihenfolge ergab sich bei der nacholympischen Weltmeisterschaft in Turin, wo Davis und White somit ihre erste WM-Medaille gewinnen konnten.
Saison 2010/11
In der Saison 2010/11 gewannen Davis und White alle Wettbewerbe, bei denen sie antraten. Sie siegten bei beiden Grand-Prix-Wettbewerben sowie zum zweiten Mal in Folge beim Grand-Prix-Finale. Zum dritten Mal in Folge wurden sie US-Meister im Eistanz. In Taipeh gewannen sie ihre zweite Goldmedaille bei Vier-Kontinente-Meisterschaften. Nach dem Kurztanz hatten sie noch auf dem zweiten Rang hinter Tessa Virtue und Scott Moir gelegen, diese konnten aber verletzungsbedingt nicht mehr zur Kür antreten. Bei der Weltmeisterschaft in Moskau lagen sie nach dem Kurztanz erneut hinter ihren kanadischen Konkurrenten, die in diesem Segment einen neuen Weltrekord aufstellten. In der Kür wiederum wendete sich das Blatt und Davis/White konnten mit einem Weltrekord in diesem Segment und der Gesamtleistung ihren ersten Titel bei Weltmeisterschaften gewinnen. Es war die erste Goldmedaille bei einer Weltmeisterschaft für ein US-amerikanisches Eistanzpaar überhaupt.
Saison 2011/12
In die Saison 2011/12 starteten Davis und White erneut mit Siegen bei beiden Grand-Prix-Wettbewerben. Zum dritten Mal in Folge konnten sie auch das Grand-Prix-Finale für sich entscheiden, diesmal vor ihren Hauptkonkurrenten Tessa Virtue und Scott Moir. Bei den Vier-Kontinente-Meisterschaften und der Weltmeisterschaft sahen die Punktrichter jedoch die Kanadier knapp vorne. Davis und White liefen die Kür in dieser Saison zu Die Fledermaus von Johann Strauss.
Olympische Spiele 2014
Bei den Olympischen Winterspielen 2014 in Sotschi konnte Davis mit White die Goldmedaille im Eistanz gewinnen und auch mit dem Team den dritten Platz erzielen. Beim Eistanz konnten sie mit 195,52 Punkten (78,89 Punkte im Kurzprogramm/116,63 Punkte in der Kür) den Olympiasieg erkämpfen. Im Teamwettbewerb gelangen ihnen im Kurzprogramm 75,98 Punkte und in der anschließenden Kür 114,34 Punkte. Damit konnten sie auch dort die beste Leistung abliefern.

## Ergebnisse

### Eistanz
(mit Charlie White)
| Meisterschaft / Jahr             | 2003  | 2004  | 2005  | 2006  | 2007  | 2008  | 2009  | 2010  | 2011  | 2012  | 2013  | 2014  |
| -------------------------------- | ----- | ----- | ----- | ----- | ----- | ----- | ----- | ----- | ----- | ----- | ----- | ----- |
| Olympische Winterspiele          |       |       |       |       |       |       |       | 2.    |       |       |       | 1.    |
| Olympische Winterspiele (Team)   |       |       |       |       |       |       |       |       |       |       |       | 3.    |
| Weltmeisterschaften              |       |       |       |       | 7.    | 6.    | 4.    | 2.    | 1.    | 2.    | 1.    |       |
| Vier-Kontinente-Meisterschaften  |       |       |       |       | 4.    | 2.    | 1.    |       | 1.    | 2.    | 1.    |       |
| World Team Trophy                |       |       |       |       |       |       |       |       |       | 2.    |       |       |
| Juniorenweltmeisterschaften      |       | 13.   |       | 3.    |       |       |       |       |       |       |       |       |
| US-amerikanische Meisterschaften | 7. J  | 2. J  |       | 1. J  | 3.    | 2.    | 1.    | 1.    | 1.    | 1.    | 1.    |       |
| –                                |       |       |       |       |       |       |       |       |       |       |       |       |
| Grand-Prix-Wettbewerb / Saison   | 02/03 | 03/04 | 04/05 | 05/06 | 06/07 | 07/08 | 08/09 | 09/10 | 10/11 | 11/12 | 12/13 | 13/14 |
| Grand-Prix-Finale                |       |       |       |       |       |       | 3.    | 1.    | 1.    | 1.    | 1.    |       |
| Skate America                    |       |       |       |       |       | 4.    |       |       | 1.    | 1.    | 1.    |       |
| Skate Canada                     |       |       |       |       | 4.    |       | 1.    |       |       |       |       |       |
| Cup of Russia                    |       |       |       |       |       |       | 3.    | 1.    |       | 1.    |       |       |
| NHK Trophy                       |       |       |       |       | 4.    |       |       | 1.    |       | 1.    |       |       |
| Trophée Eric Bompard             |       |       |       |       |       | 3.    |       |       |       |       |       |       |

- J = Junioren